# Quercus falcata
Quercus falcata Michx. – gatunek roślin z rodziny bukowatych (Fagaceae Dumort.). Występuje naturalnie w południowo-wschodnich Stanach Zjednoczonych – w Alabamie, Arkansas, Dystrykcie Kolumbii, Delaware, na Florydzie, w Georgii, Illinois, Indianie, Kentucky, Luizjanie, Marylandzie, Missouri, Missisipi, Karolinie Północnej, New Jersey, stanie Nowy Jork, Ohio, Oklahomie, Pensylwanii, Karolinie Południowej, Tennessee, Teksasie, Wirginii oraz Wirginii Zachodniej. 

## Morfologia

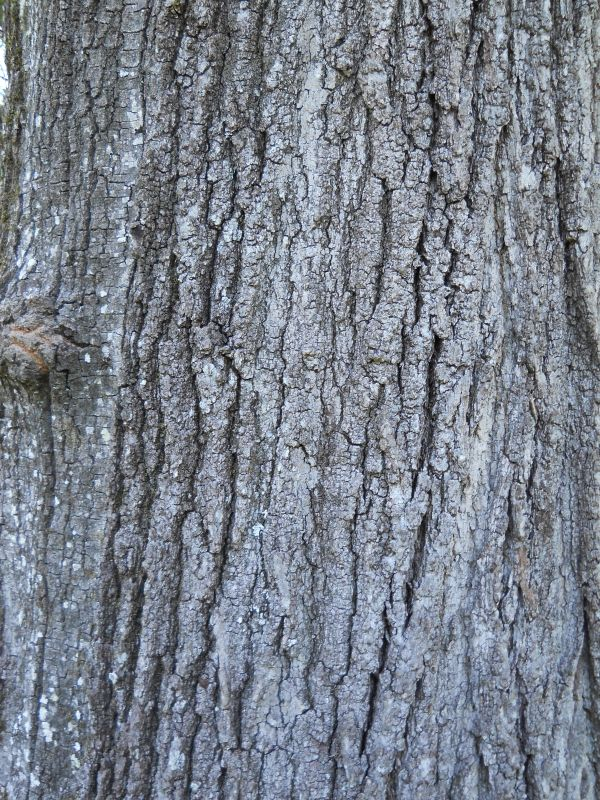
Kora

PokrójZrzucające liście drzewo dorastające do 30 m wysokości. Kora jest popękana i ma brązową lub czarną barwę.
LiścieBlaszka liściowa ma owalny, eliptyczny lub odwrotnie jajowaty kształt. Mierzy 10–30 cm długości oraz 6–10 cm szerokości, jest z 5–7 spiczastymi klapami na brzegu, ma zaokrąglona nasadę i ostry wierzchołek. Ogonek liściowy jest nagi i ma 2–6 mm długości.
OwoceOrzechy zwane żołędziami o niemal kulistym kształcie, dorastają do 9–16 mm długości i 8–15 mm średnicy. Osadzone są pojedynczo w miseczkach w kształcie kubka, które mierzą 3–7 mm długości i 9–18 mm średnicy. Orzechy otulone są w miseczkach do 35–50% ich długości.

## Biologia i ekologia
Rośnie w widnych lasach oraz zaroślach, na terenach piaszczystych. Występuje na wysokości do 800 m n.p.m.